# Rhanidophora cinctigutta
Rhanidophora cinctigutta är en fjärilsart som beskrevs av Walker 1862. Rhanidophora cinctigutta ingår i släktet Rhanidophora och familjen nattflyn. Inga underarter finns listade.